# Northern Football Alliance
De Northern Football Alliance is een Engelse regionale voetbalcompetitie. Er zijn 3 divisies waarvan de hoogste zich bevindt op het 11de niveau in de Engelse voetbalpiramide. De kampioen van de Premier Division kan promoveren naar de Northern League (Division Two). Clubs die degraderen uit de Division Two kunnen degraderen naar de North Northumberland League of de Tyneside Amateur League.
De competitie werd reeds in 1890 opgericht met 7 teams. In 1926 werd het de 2de klasse van de North Eastern League maar werd opnieuw zelfstandig in 1935. In 1964 werd de league opgeheven omdat er te weinig clubs werden. In 1965/66 werd de league heropgericht.
In 1988 fusioneerde de competitie met de Northern Amateur League en de Northern Combination League om zo het huidige systeem te vormen.